# نوسدورف اوسدر ترایزن
نوسدورف اوسدر ترایزن (به آلمانی: Nußdorf ob der Traisen) یک منطقهٔ مسکونی در اتریش است که در ناحیه زانکت پولتن-لاند واقع شده‌است. نوسدورف اوسدر ترایزن ۱۵٫۴۳ کیلومتر مربع مساحت دارد ۲۴۹ متر بالاتر از سطح دریا واقع شده‌است.